# المقدادية
المقدادية (وتسمى -شهربان- بالكردية والفارسية: شهربان)، مدينة عراقية تقع ضمن محافظة ديالى، وثاني أكبر قضاء في ديالى بعد مركز المحافظة. سميت بهذا الاسم نسبة إلى الولي الصوفي المقداد بن محمد الرفاعي المدفون في محيط القضاء.

## الموقع
تبعد المدينة حوالي 90 كم إلى الشمال الشرقي من مدينة بغداد و40 كم شمال شرق بعقوبة. تمتد على أرض زراعية خصبة تزيد مساحتها على 200 الف دونم وتشتهر بالبساتين وخاصة في زراعة النخيل والرمان والبرتقال.
يعتبر صدور ديالى (سد ديالى الثابت) الذي يقع على نهر ديالى مشروعا استراتيجيا وفيه فائدة سياحية. يخترق المدينة نهر هو أحد روافد نهر ديالى ويسمى بنهر المقدادية ويدعى محليا باسم (الشاخة) ويعني باللهجة الكردية الفيلية الرافد من النهر.

## السكان
تتضارب الأرقام حول عدد سكان المقدادية، وتكاد تتفق على أن العدد يقارب 280 ألف نسمة، نحو 70% منهم من العرب، و20% من الأكراد، والبقية من التركمان وأقليات عراقية أخرى، وفي تقارير سابقة قيل أن عدد سكانها حوالي 155 ألف نسمة عام 2014م، ونسبة ما بين 80-90% من السكان هم من العرب، و5% من الأكراد وما بين 3%-4% من التركمان وفيها أقلية من الجيجان الذين قدموا قبل أكثر من 150 سنة من بلاد القوقاز هاربين من البطش القيصري الروسي أيام ثورة الامام شامل الداغستاني وجميع سكانها من المسلمين.

## التاريخ
أصبحت المدينة رسميا بمستوى ناحية عام 1920م، ثم تحولت بارادة ملكية عام 1950م، لتصبح قضاء باسم قضاء المقدادية.
يسمى مركز المدينة باسم شهربان، وهو الاسم الشائع منذ مئات السنين وكما ذكر ذلك المؤرخ ياقوت الحموي في معجم البلدان أو (شاره بان shareban وكذلك شاره وان Sharawan) وكانت بلدة مشهورة أيام الدولة الساسانية وتعني باللغة الكردية وكذلك الفارسية (حاكم المدينة: شهر: مدينة، بان: سيد أو صاحب)، أما مايشاع عن ان الاسم مشتق من (حاكمة المدينة: شهر: مدينة، بانو: سيدة أو صاحبة) فهو تأويل بعيد.
، وبؤكد الأب  أنستاس ماري الكرملي أن أسمها "شهر أبان" وليس شهربان وذلك نسبة لرجل من قريش سكنها فسميت على أسمه تبركا.

## أحياؤها ومعالمها
تتألف شهربان القديمة من عدة محلات منها محلة الحدادين ومحلة النجارين ومحلة الجيروان ومحلة الكراد ومحلة المصاليخ ومحلة الرمادية وقلعة حسن اغا وقرية بلور وقرية سلامة وسيد صادق والسوق الرئيس للمدينة الذي تضمن خان حسن اغا وخان صالح وخان هوبي.
اما الأحياء السكنية الجديدة ضمن المدينة الكبيرة التي تسمى اليوم (المقدادية: وهو تعريب لأسم المدينة عمل به لأول مرة في الثلاثينيات من القرن العشرين عندما أستحدثت - ناحية المقدادية- إداريا)، فان أبرزها أحياء المعلمين والعسكري وفلسطين والعصري والعزي وحي النضال (قرية بلور سابقا) والحرية والرمادية وحي الشهداء إلى جانب قرية قزلجه.
| اسم الحي                 | رقم المحلة      | عدد المساكن |
| العروبة                  | 114             | 331         |
| الأشبال                  | 118             | 184         |
| النور                    | 122             | 189         |
| الكرامة                  | 124             | 70          |
| الفداء                   | 115             | 175         |
| الثائر                   | 121             | 74          |
| الثورة / 1 (السلامة)     | 104             | 566         |
| النصر (العصري)           | 201             | 604         |
| الشموخ (الجزيرة والمحطة) | 219 - 208       | 247         |
| الحرية                   | 101             | 234         |
| دور الضباط               | 105             | 212         |
| السلام                   | 204             | 332         |
| الثورة/2                 | 106             | 445         |
| التحرير (العِزّي)          | 108             | 535         |
| التأميم                  | 210             | 721         |
| المعلمين                 | 203             | 504         |
| فلسطين                   | 205             | 391         |
| الأبرار (برشتة)          | 211             | 270         |
| الجهاد (الحاج محسن)      | 112             | 356         |
| النضال (بلور)            | 212 - 214 - 216 | 829         |
| آشور (العسكري/1)         | 207 - 209       | 857         |
| الصمود                   | 101 - 103 105   | 308         |
| الخلود (النواب ضباط)     | 102             | 201         |
| الكندي (العسكري/2)       | 215 - 217 - 219 | 1046        |
| الشهداء                  | 107             | 377         |
| الحسين                   | 221             | 122         |
| مجموع المساكن            |                 | 10180       |

### المساجد
أما مساجدها ففيها الكثير من المساجد القديمة والمشهورة ابرزها جامع المقدادية الكبير بني عام 1034 هـ/1625م، ومسجد الأورفلي، وجامع نازندة خاتون في الحي العصري، وجامع حي المعلمين وجامع الحرية وجامع حذيفة بن اليمان وجامع أبو ذر الغفاري وجامع الشهيد خليل عبد الكريم الصالح وجامع العروبة بالإضافة إلى مسجد وحسينية المقدادية وجوامع أخرى.
كان مركز مدينة شهربان في بداية الاربعينيات من القرن العشرين يتالف من (100) بيت، ستون منها من المسلمين وأربعون من اليهود (إذ ما زالت بقايا الكنيس اليهودي ماثلة في دربونة التوراة لحد الآن ولم يشغلها أحد)، وقد اشتهرت مدينة المقدادية بالمقاومة الإسلامية أيام الأحتلال الأمريكي للعراق.
وفي المقدادية يقع معسكر المنصورية من أهم مواقع الجيش العراقي والذي انطلق منه الزعيم عبد الكريم قاسم آمر اللواء 19 في ثورة 14 تموز، ويعتبر معسكر المنصورية من أكبر مخازن اعتدة الجيش العراقي المحصنة تحت سلاسل جبل حمرين.
يوجد في المقدادية العديد من المدارس التي أقدمها وأشهرها مدرسة المقدادية الابتدائية والتي أسست سنة 1910م، والتي كانت بنايتها مستشفىً عسكريا أيام حكم الإنكليز قبل أن تنتقل إليها المدرسة من محلة النجاجير، ومدرسة الأحداث الملغاة، ومدرسة المقدادية الابتدائية للبنات ومدرسة المقدادية الثانية للبنين والتي تحول اسمها فيما بعد إلى (الشرقية) ومدرسة المقدادية الابتدائية للبنات الثانية والتي تحول اسمها فيما بعد إلى (المعالي) وأقدم متوسطة هي متوسطة الكندي للبنين إذ تأسست عام 1934 واعدادية المقدادية للبنين علم 1970م، وتوجد فيها المستوصفات الطبية والمستشفيات أيضا.

## الأوضاع الأمنية
- في 21 مارس 2006، شن مسلحو تنظيم القاعدة هجوم على مركز شرطة المقدادية، حرروا فيه 33 معتقلًا، وقتل فيه 14 شرطيًا.
- في 12 يناير 2016،اغتال مسلحون مجهولون مراسل ومصور قناة الشرقية العراقية، حيث كانا برفقة قائد عمليات دجلة الفريق مزهر العزاوي، في جولة تفقدية في المقدادية، وبعد مغادرة موكب العزاوي، تحركوا للالتحاق به، ولكن تم اعتراض طريقهم من قبل مسلحين ملثمين يستقلون ثلاث سيارات رباعية الدفع".[11][12]
- قامت عناصر من ميليشيات شيعية ضمتها الحكومة إلى قوات الجيش باختطاف وقتل العشرات من السُنة المُقيمين في المدينة، وهدموا منازل ومتاجر ومساجد سُنية منها جامع المقدادية الكبير وجامع الأورفلي وجامع العروبة وجامع نازندة خاتون وغيرها من الجوامع الأثرية القديمة وتم التفجير بواسطة عبوات ناسفة.[10][13]
- في 26 تشرين الأول 2021، هاجمت مجاميع من الحشد الشعبي وبعض أفراد عشيرة بني تميم قريةَ الإمام فقُتلَ 10 مدنين من القرية، وحرق 20 منزلاً ومركزاً صحياً ومسجداً، فتسبب ذلك في نزوح جماعي لأهالي قرية الإمام، وهم 93 عائلة وفقاً لوزارة الهجرة، التي أعلنت وزيرتها على هامش زيارتها لعزاء ضحايا الرشاد ومتابعة أحوال النازحين وعلى رأس وفد أمني رفيع المستوى، منح مليون دينار للعوائل النازحة، وعشرة ملايين لعائلة كل شهيد.[14] فدعت الأمم المتحدة إلى تشكيل لجنة تحقيق في استهداف العراقيين بقضاء المقدادية في محافظة ديالى.[15] وكان سبب الهجوم دعوى أن كاميرات المراقبة الأمنية قد رصدت عددا من منفذي هجوم الرشاد قد خرجوا وعادوا أثناء تنفيذ جريمتهم من قرية الإمام.[16]

## السياحة والآثار
تضم المدينة العديد من المعالم الأثرية، فقد ورد في كتاب (المواقع الأثرية في العراق) الذي أصدرته مديرية الآثار العامة في عام (1970) ان المقدادية توجد فيها ثلاثة وستون موقعاً اثريا يتراوح تاريخها ما بين عصر العبيد وعصر ما قبل الإسلام. ومنها: تل هنديبة، وتل سبع قناطر، وتل وطفة، وتل الدولاب، وتل الزندان، وتل بنت الأمير، وتل صخر، وتل اليهود، وتل جعار.
ومن الناحية السياحية فيوجد فيها موقع (الصدور) السياحي، ومن مشاريعها المهمة مشروع ري مندلي، ومشروع ري صدور ديالى، ومشروع ري المقدادية، وجدول مهروت وجدول سارية.

## أعلامها
تزخر المقدادية برموز دينية وفكرية كثيرة ففيها من أهلها الآتي:
- المقداد بن محمد الرفاعي.
- المؤرخ عبد الرحمن علي الحجي.
- الشاعر محمد سعيد الصكار.
- قارئ القرآن الحافظ مهدي العزاوي.
- رشيد طعان كاظم
- سليم الجبوري

## صفحات ذات صلة
- المقداد بن محمد الرفاعي